# Sven Olof Jonsson
Sven Olof Jonsson, född 31 juli 1898 i Sköllersta församling, Örebro län, död 1980 i Vadstena, var en svensk läkare.
Jonsson, som var son till rektorn, filosofie licentiat Johan Vilhelm Jonsson och Ebba Lovisa Amalia Gripenberg, avlade studentexamen i Örebro 1917, blev medicine kandidat vid Uppsala universitet 1923 och medicine licentiat vid Karolinska Institutet 1927. Han var assistentläkare och andre underläkare på Örebro lasarett 1925–1931, underläkare på Sophiahemmet 1929, tillförordnad andre amanuens vid kirurgiska kliniken på Serafimerlasarettet 1928–1930, extra underläkare 1932–1933, amanuens vid kirurgiska polikliniken 1933–1934, förste amanuens 1934–1935, underkirurg 1935–1936, amanuens på Allmänna barnbördshuset 1936–1937, förste underläkare och biträdande överläkare vid kirurgiska avdelningen på Jönköpings lasarett 1938–1939, vid kirurgiska avdelningen på Linköpings lasarett 1939–1946, överläkare vid kirurgiska avdelningen på Vadstena lasarett 1946–1956, styresman 1946–1956 och överläkare vid kirurgiska avdelningen på Halmstads lasarett 1956–1965. Han författade skrifter i kirurgi.